# نيشان الاستحقاق الثقافي (ماناكو)
```
نيشان الاستحقاق الثقافي (موناكو)
 أو 
وسام الاستحقاق الثقافي
 
(
بالفرنسية
: 
Ordre du Mérite culturel
)‏
 هو رابع أعلى وسام لإمارة 
موناكو
.
[
1
]
 تم إنشاء هذا الترتيب من قبل 
رينييه الثالث،
 أمير موناكو في 31 ديسمبر 1952 بأمر ملكي رقم 689.
[
2
]
 يُمنح لتكريم أولئك الذين قدموا مساهمة مميزة في الفنون أو الآداب أو العلوم من خلال عملهم أو تعليمهم في موناكو. كما يمكن منحها تكريمًا للأفراد في تلك المناطق الذين بسطوا النفوذ الفكري للإمارة، حتى من خارج موناكو.
[
1
]
```

## شارة
يتم تقديم الطلب في ثلاث درجات مختلفة: القائد والضابط والفارس. تشترك كل شارة في الصف في خصائص معينة. تتكون شارة النظام من ميدالية مستديرة، محاطة بإكليل من الغار ومعلقة من قبل تاج موناكو. يحتوي وجه الميدالية على حرف واحد فقط للأمير رينييه الثالث، مكون من جزأين معكوسين «ر» و«س»، محاطين بالنقش «امارة موناكو 1952». يُظهر الوجه الخلفي ترتيبًا لأشياء ترمز إلى الفنون والعلوم، وقيثارة، وكتب، وبوصلة، وما إلى ذلك. في أعلى اليمين يوجد نقش «فنون الآداب والعلوم». وتتدلى الرصائع من شريط أحمر يتوسطه خط من المستحلبات البيضاء. من المحتمل أن يكون هذا التصميم مستوحى من علم موناكو المتغير الذي تم وصفه بلغة شعارات النبالة باسم «معينات الارجنت وجوليس». شارة القائد ذهبية ويتم ارتداؤها من العنق. شارة الضباط مصنوعة من الفضة توضع على شريط مع وردة معلقة من الصندوق الأيسر. شارة الفارس مصنوعة من البرونز معلقة بشريط عادي من الصندوق الأيسر.

## المستفيدين البارزين
- 1997 - جيمس ديبريست (ضابط)
- 1997 - لوران بيتيتغيرارد (ضابط)
- 1999- سيسيليا بارتولي (قائد)
- 1999 هيلين كارير دي إنكوز (قائد)
- 1999 - بلاسيدو دومينغو (قائد)
- 1999 آلان بيرفيت (قائد)
- 1999 - روجيرو رايموندي (قائد)
- 1999 - مستيسلاف روستروبوفيتش (قائد)
- 1999- سلفاتوري أكاردو [3]
- 2003 - لوتشيانو بافاروتي (قائد)
- 2003 - فرانسيس بيرين (ضابط)
- 2004 – طاهر بن جلون (قائد)
- 2004 ميشال بوجينة (ضابط)
- 2005 - ساشا سوسنو (قائد)
- 2005 - إرنست بينون إرنست (ضابط)
- 2006 - روبرت حسين (قائد)
- 2007 بيير كاردان (قائد)
- 2007 - إيف كوبينز (قائد)
- 2007 - فريديريك ميتران (ضابط)
- 2008 - دانييل داريو (فارس)
- 2008 - جان بيات (فارس)
- 2008 جان ماري روارت (قائد)
- 2010 - جان لويس جريندا (فارس)
- 2011 اليزابيث بادينتر (قائد)
- 2011 - هنري دي لوملي (قائد)
- 2012 - جيل كيبيل (ضابط)
- 2012 برونو راسين (فارس)
- 2013 - إيرينا بوكوفا (ضابط)
- 2014 - جان كريستوف مايو (قائد)
- 2014 – أمين معلوف (ضابط)
- 2015 - بيرنيس كوبيترز
- 2015 - فلاديمير ميدينسكي
- 2017: فيليب رام (فارس)
- 2018 - جان جاك ألاغون (قائد)
- 2018 - ماركوس ميلر (ضابط)
- 2019 مانو كاتشي (فارس)
- 2019: ماكسيم فينجيروف (فارس)
- 2020 - تشارلز لوكلير

## روابط خارجية
- Decorations Monaco (in French)